# Amaury II de Montfort
Pour les articles homonymes, voir Amaury et Amaury de Montfort.
Amaury II, mort en 1089, fut le quatrième seigneur de Montfort l'Amaury.
Il était fils de Simon Ier, seigneur de Montfort, et d'Isabelle de Broyes.
Il succédà à son père, et mourut peu après.